# Alexander Hamilton-broen
Alexander Hamilton-broen er en bro over Harlem River i New York City. Broen er en buebro, der har otte spor og forbinder Manhattan med Bronx. Den er en del af U. S. Highway 1 og Interstate Highway 95.
Broens samlede længde er 724 m. Det centrale spænd er på 169 m og har en frihøjde på 31 m over floden. Den er opkaldt efter politikeren og slaverimodstanderen Alexander Hamilton.

## Historie
Da George Washington-broen stod færdig i 1931, gik trafikken herfra til Bronx via Washington-broen lidt nord for, hvor Alexander Hamilton-broen nu ligger. Denne blev planlagt i midten af 1950'erne for at forbinde de ligeledes planlagte Trans-Manhattan og Cross-Bronx Expressways og aflaste den forøgede trafik, der var kommet fra den sekssporede George Washington-bro. Da den ville blive en del af Interstate-vejen, ville 90 % af anlæggelsesudgifterne på $21 millioner blive afholdt af den føderale regering. Anlæggelsen omfattede foruden broen også spiralformede ramper (i daglig tale kaldet "proptrækkeren") som forbindelse til Major Deegan Expressway (der var klar i 1964) og en viaduktrampe som forbindelse til Harlem River Drive, begge mere end 30 m under broens niveau, samt til Amsterdam Avenue.
Alexander Hamilton-broen åbnede 15. januar 1963. Den har gennemgået en totalrenovering i 2009-13 til $400 millioner.